# P905iTV
FOMA P905iTV（フォーマ・ピー きゅうまるごアイティーブイ）は、パナソニック モバイルコミュニケーションズによって開発された、NTTドコモの第三世代携帯電話 (FOMA) 端末である。

## 概要
- P905iTVは、ワンセグ受信機能付き端末としては最大の3.5インチのディスプレイを搭載したスライド型ワンセグケータイ。自社の薄型テレビであるVIERAの名前を冠している。ワンセグ機能重視のため、同時に発表されたP905iに比べてカメラの画素数が少なくなっている。また、スライド式であるが画面の下にボタンはなく、ソフトバンクの913SHのようなフルスライド式になっている。
- なお、P905iとは異なり、国際ローミング機能は3Gエリアのみで、GSMエリアには対応していない。GPSや直感ゲーム（「しゃべる」を除く）にも非対応。
- 2008年11月現在で発表されている一般的な携帯電話としては、ソフトバンクのインターネットマシン922SH、auのAQUOSケータイW64SHと同じく業界最大の液晶を搭載している。

ワンセグ機能
本体に1GBのメモリを搭載し約5時間録画可能。なお、2010年現在パナソニックのワンセグ対応携帯電話で内蔵メモリに番組の録画ができるのはこのP905iTVのみである。
microSDHCにも対応し、1GB+ (SD) 4GBで5GB分のメモリに録画可能（合計で最大約25時間）。
本体メモリに録画中に容量がなくなると外部メモリに自動で録画開始（尻切れ防止機能）。
データ放送の録画も可能。
通常1秒15フレームのワンセグ放送を、1秒30フレームのワンセグ動画に変換（視聴中の映像のみ）。
P903iTVと同じくダイバーシティアンテナ搭載。
フルブラウザ
フルブラウザに対応し、またWindows Media Videoにも対応しインターネット上のWMV動画が再生できる（コンテンツによってはできないこともある）。
ミュージック機能
WMA、SD-Audio (AAC/AAC+SBR)、うた・ホーダイ（着うたフル）に対応、最大再生時間はSD-Audioで約90時間・WMAで約68時間・着うたフルで約84時間とNTT docomoの携帯電話としての最長時間の再生が可能。ただし、前世代の機種 (P903iTV) に付属していた、ワンセグ/SDオーディオ管理ソフト「SD-MobileImpact (SD-Jukebox)」は付属していない。
サウンド機能
P905iと同じくD-snap等に搭載されているものと同様のリ・マスター機能により、ワンセグや音楽をオリジナルの音源に近い状態で再生することが可能。
カメラ機能
サブカメラを備えていないため、テレビ電話で自分の顔を送信することは不可能。P905iの約510万画素CMOSに対し、カメラの機能も約200万画素CMOSカメラとスペックを抑えられている。
| 主な対応サービス           | 主な対応サービス                    | 主な対応サービス           | 主な対応サービス                                     |
| -------------------------- | ----------------------------------- | -------------------------- | ---------------------------------------------------- |
| DCMX／おサイフケータイ     | うた・ホーダイ                      | 着うたフル／着うた         | デジタルオーディオプレーヤー(WMA)(AAC)(SDオーディオ) |
| 直感ゲーム／メガiアプリ    | Music&Videoチャネル／ビデオクリップ | 3Gローミング（WORLD WING） | プッシュトーク                                       |
| FOMAハイスピード           | GPS／ケータイお探し                 | デコメール／デコメ絵文字   | iチャネル                                            |
| 着もじ                     | テレビ電話／キャラ電                | 電話帳お預かりサービス     | フルブラウザ                                         |
| おまかせロック／バイオ認証 | 外部メモリーへiモードコンテンツ移行 | トルカ                     | iC通信／iCお引越しサービス                           |
| きせかえツール／マチキャラ | バーコードリーダ／名刺リーダ        | 2in1                       | エリアメール                                         |

1. ↑  「しゃべる」にのみ対応している。それ以外は非対応。
2. ↑  BモードのメールはWebメールとなる。

### プリインストールiアプリ
- ぷよぷよ〜ん&COLUMNS（横スタイル対応）
- 脳problem?
- カウントダウントレイン-P
- しゃべって翻訳 for P
- 地図アプリ
- 楽オク出品アプリ2
- iアプリバンキング
- Gガイド番組表リモコン
- iD設定アプリ
- DCMXクレジットアプリ
- FOMA通信環境確認アプリ

## 歴史
- 2007年11月1日 - D905i・D705i・D705iμ・F905i・F705i・N905i・N905iμ・N705i・N705iμ・P905i・P905iTV・P705i・P705iμ・PROSOLID μ・SH905i・SH905iTV・SH705i・SO905i・SO905iCS・SO705i・L705i・L705iX・NM705iの開発が発表。
- 2007年12月14日 - 技術基準適合証明（TELEC）通過
- 2007年12月17日 - 電気通信端末機器審査協会 (JATE)通過
- 2007年XX月XX日 - 連邦通信委員会（FCC）通過未確認
- 2008年1月10日 - 報道関係者向けの内覧会で実機を公開
- 2008年2月29日 - 発売開始

## 不具合
2008年4月30日に以下の3点の不具合の修正がソフトウェアの更新でなされた。
修正点
- iモード問い合わせによるメール受信以外、メールを自動的に受信できなくなる不具合。
- 時計表示が進んでしまい、発着信履歴が未来の日時で記録される不具合。
- 一部のUSBハンズフリー対応機器との接続時に、ハンズフリー機能が正常に動作しない不具合。

2008年9月2日に以下の不具合の修正がソフトウェア更新でなされた。
修正点
- メールの一覧表示（本文表示設定有り）をした状態で、ページ切替やカーソル移動など操作を行うと、端末が再起動する場合がある不具合。

2009年2月10日に以下の2点の不具合の修正がソフトウェア更新でなされた。
修正点
- メール宛先一覧画面で特定操作を行うと、端末が再起動する場合がある不具合。
- OFFICEEDのエリア表示設定を｢ON｣にしても、設定が「OFF」に戻る場合がある不具合。

2011年6月28日に以下の不具合の修正がソフトウェア更新でなされた。
修正点
- フォントサイズを変更すると、絵文字の色指定が有効にならない場合がある。